# Мош Джеріла

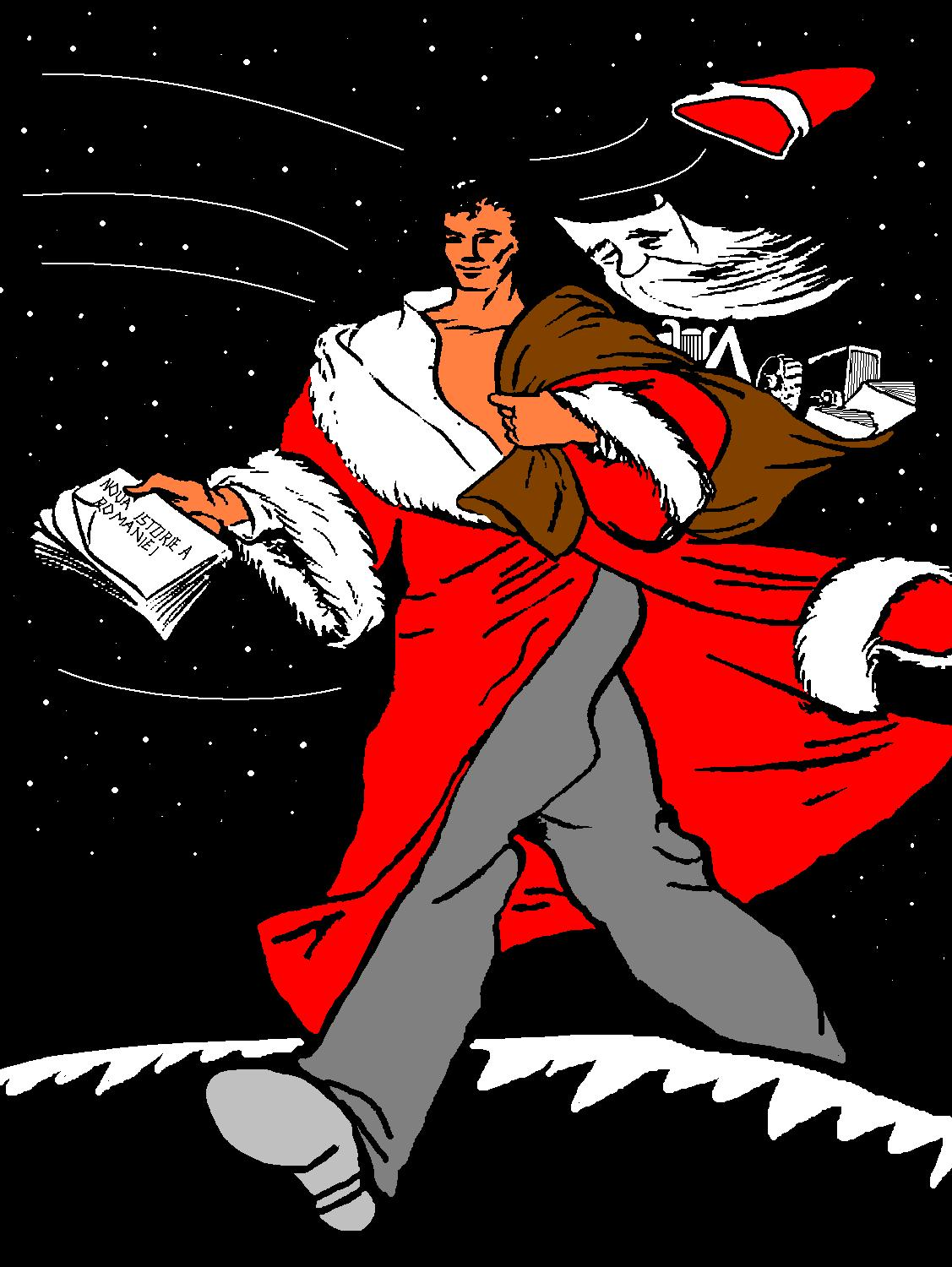
Мош Джеріла, зображений у румунській комуністичній газеті Națiunea 25 грудня 1947 року

Мош Джері́ла (рум. Moș Gerilă / Мош Ӂерилэ) — ім'я персонажа румунського фольклору та комуністичної пропаганди.

## Походження назви
Румунське слово moș означає старша особа чоловічої статі. Термін ger румунською мовою означає «мороз». Ім'я Мош Джеріла є перекладом російського совєцького персонажа «Дід Мороз» і було прийнято румунськими комуністами під впливом радянської моделі як нове ім'я для Moш Крачуна (Санта-Клауса).

## Зовнішній вигляд
У 1947 році газета Națiunea опублікувала ілюстрацію Мош Джеріли як молодого, атлетичного, пролетарського чоловіка з голими грудьми.

## Історія персонажа

### Витоки
У період з 1944 по 1948 роки газети Комуністичної партії Румунії намагалися очорнити образ Різдва, підкреслюючи, наприклад, селянське походження багатьох колінд.
У 1948 році, після приходу комуністів до влади в Румунії, на сторінках газети Scînteia перестало з'являтися слово Crăciun.
Слово Crăciun вважалося занадто релігійним, і тому замість Moș Crăciun (румунська назва Святого Миколая) у 1950-х роках було введено новий персонаж: Moș Gerilă. Дітям казали, що саме Мош Джеріла приносить подарунки кожного 25 грудня.
Протягом трьох років після приходу комуністів до влади святкування Різдва було перенесено на Новий рік, 30 грудня, день, коли король Румунії Міхай I зрікся престолу в 1947 році, було перейменовано на День Республіки. 25 і 26 грудня стали робочими днями.

### Ліквідація
У 1980-х роках культ особистості «улюбленого лідера» накладе відбиток на характер Моша Джеріли. Дитячі новорічні подарунки асоціювалися не стільки з Мошем Джерілою, скільки з самою державою, уособленням якої був Ніколае Чаушеску.
Після румунської революції 1989 року Мош Джеріла втратив вплив і повернувся старший персонаж Мош Крачун.